# Сакри-Куори-ди-Джезу-э-Мария-а-Тор-Фьоренца (титулярная церковь)
Титулярная церковь Сакри-Куори-ди-Джезу-э-Мария-а-Тор-Фьоренца (лат. Titulus Sacrorum Cordium Iesu et Mariae ad Turrim "Fiorenza") — титулярная церковь, была создана Папой Франциском 22 февраля 2015 года. Титул принадлежит церкви Сакри-Куори-ди-Джезу-э-Мария-а-Тор-Фьоренца, расположенной в квартале Рима Триесте, на виа Мальяно Сабина.

## Список кардиналов-священников титулярной церкви Сакри-Куори-ди-Джезу-е-Мария-а-Тор-Фьоренца
- Эдоардо Меникелли (22 февраля 2015 — по настоящее время).